# A Transvaal Köztársaság államtitkárainak listája
A Transvaal Köztársaság nevezetű búr államnak fennállása során 5 államtitkára volt. 
| Kép | Név                     | -tól | -ig  |
| --- | ----------------------- | ---- | ---- |
|     | Willem Eduard Bok       | 1880 | 1888 |
|     | Willem Johannes Leyds   | 1888 | 1897 |
|     | Cornelis van Boeschoten | 1897 | 1897 |
|     | Willem Johannes Leyds   | 1897 | 1898 |
|     | Francis William Reitz   | 1898 | 1902 |

## Fordítás
- Ez a szócikk részben vagy egészben  a   State Secretary of the South African Republic című angol Wikipédia-szócikk fordításán alapul.  Az eredeti cikk szerkesztőit annak laptörténete sorolja fel. Ez a jelzés csupán a megfogalmazás eredetét és a szerzői jogokat jelzi, nem szolgál a cikkben szereplő információk forrásmegjelöléseként.